# سرگذشت هنرپیشه
سرگذشت هنرپیشه نام یک کتاب ادبی است که توسط آناتول فرانس، نویسندهٔ اهل فرانسه نوشته شده‌است.